# Kenjiro Todoroki
Kenjiro Todoroki, född den 1 september 1975 i Chiba i Japan, är en japansk seglare.
Han tog OS-brons i 470 i samband med de olympiska seglingstävlingarna 2004 i Aten.